# Jan Hammer
Pour les articles homonymes, voir Hammer.
Jan Hammer (prononciation tchèque : [ˈjan ˈɦamɛr]), né le 17 avril 1948,  est un claviériste, compositeur et producteur tchèque. Il a d'abord gagné son public le plus visible en jouant des claviers avec le Mahavishnu Orchestra au début des années 1970, ainsi que ses musiques de films pour la télévision et le cinéma, notamment le fameux Miami Vice Theme (souvent attribué, à tort, à Vangelis) et Crockett's Theme, de la série-culte des années 1980 Deux Flics à Miami. Il a continué à travailler à la fois comme interprète musical et comme producteur.
Hammer a collaboré avec certains des musiciens de jazz et de rock les plus influents de l'époque, tels que John McLaughlin, Jeff Beck, Billy Cobham, Al Di Meola, Mick Jagger, Carlos Santana, Stanley Clarke, Tommy Bolin, Neal Schon, Steve Lukather, John Abercrombie et Elvin Jones. Il a composé et produit au moins 14 bandes originales de films, la musique de 90 épisodes de Miami Vice et de 20 épisodes de la série télévisée Chancer.
Ses compositions lui ont valu plusieurs Grammy Awards.[2]
Cet article a été traduit de l'article anglophone consacré au musicien Jan Hammer.

## Biographie

### Premiers en musique
Jan Hammer est né à Prague, alors capitale de la Tchécoslovaquie (aujourd'hui République tchèque).[2] Sa mère était Vlasta Průchová, une chanteuse tchèque bien connue, et son père était un médecin qui a fait ses études tout en jouant du vibraphone et de la guitare basse. Hammer a commencé à jouer du piano à l'âge de quatre ans et son enseignement formel a commencé deux ans plus tard.[2] Il aspirait à suivre son père en médecine jusqu'à ce qu'un ami de la famille le convainque de développer ses talents musicaux. Hammer a formé un trio de jazz au lycée, se produisant et enregistrant dans toute l'Europe de l'Est à l'âge de quatorze ans. Dès son entrée à l'Académie des Arts Musicaux de Prague, il suit de nombreux cours obligatoires, notamment l'harmonie, le contrepoint, l'histoire de la musique et la composition classique.
Lorsque le Pacte de Varsovie envahit la Tchécoslovaquie le 20 août 1968, les études de Hammer à l'Académie furent interrompues. Hammer a enregistré un album live en trio de jazz à "The Domicile" à Munich le 30 août 1968. Celui-ci a été publié sous le nom de Malma Maliny par le label allemand MPS Records. Hammer a décidé de déménager aux États-Unis et a décidé de devenir citoyen après avoir reçu une bourse à la Berklee School of Music de Boston.[2]
À la fin de ses études, Hammer a passé un an en tournée avec Sarah Vaughan, enregistré avec Elvin Jones et Jeremy Steig, puis a déménagé à New York et a rejoint la formation originale du Mahavishnu Orchestra avec le guitariste John McLaughlin, le violoniste Jerry Goodman et le bassiste Rick Laird. , et le batteur Billy Cobham en 1971.[2][3] Groupe de jazz fusion à succès, ils ont donné quelque 530 spectacles avant leur concert d'adieu le 30 décembre 1973.
Après avoir enregistré des albums avec Goodman et John Abercrombie (session ECM Timeless avec Jack DeJohnette) en 1974, la carrière solo de Hammer débute avec la sortie de The First Seven Days (1975). Il a produit et enregistré l'album au Red Gate Studio, qu'il avait construit dans sa ferme du nord de l'État de New York et qui est depuis lors le lieu de ses enregistrements.
En 1976, il joue avec le guitariste jazz/rock Jeff Beck sur l'album platine RIAA de Beck, Wired, produit par George Martin. Une tournée avec des chansons de Wired et Blow By Blow s'ensuit, aboutissant à l'album Jeff Beck with the Jan Hammer Group Live, une chronique de leur tournée de 117 spectacles certifiée or.
Le groupe Jan Hammer a également été formé en 1976 et a soutenu The First Seven Days en tournée, recevant de bonnes critiques de la part des critiques de jazz et de rock. Le groupe a produit deux LP Oh, Yeah ? et Melodies.
Hammer a composé la musique du conte de fées cinématographique tchèque The Incredibly Sad Princess.

### Fin des années 1970 et début des années 1980
En 1977, Hammer enregistre l'album Elegant Gypsy avec Al Di Meola. Ensuite les albums Casino, Splendido Hotel et Electric Rendezvous ont suivi. Il rejoint ensuite Di Meola pour une tournée relatée la même année sur Tour De Force - Live, et est finalement apparu tout au long de Scenario, en utilisant un synthétiseur numérique Fairlight CMI et en contribuant à plus de la moitié des compositions de l'album.
Du milieu des années 1970 au début des années 1980, il a également enregistré et joué avec Joni Mitchell, Billy Cobham, Santana, Tommy Bolin, Harvey Mason et Stanley Clarke.
Hammer est également revenu au travail solo avec la sortie de Black Sheep en 1978.[2] Il forme ensuite un nouveau groupe, mieux connu sous le simple nom de « Hammer ».[2] Également en 1978, il écrit et interprète trois chansons pour le prochain album de Jeff Beck, There and Back, sorti en 1980.[1] L'un des morceaux de l'album, "Star Cycle", est devenu le thème de la série télévisée britannique The Tube.
Le 16 juillet 1980, Jan Hammer se produit pour la première et unique fois au Festival de Montreux, dans le groupe de Didier Lockwood. Cette participation figure dans l'album "Live in Montreux".
Il forme Schon & Hammer, un duo avec l'ancien guitariste de Santana et Journey, Neal Schon, qui enregistre Untold Passion en 1981 et Here to Stay en 1982.
Hammer est monté sur scène avec Jeff Beck en décembre 1983 pour les neuf concerts-bénéfice américains qui ont permis de récolter des fonds pour A.R.M.S. (Action Research into Multiple Sclerosis), avec Jimmy Page, Eric Clapton, Joe Cocker et bien d'autres. Jusqu'en 1984, ses divers talents ont été employés sur des enregistrements aussi divers que le premier album solo de James Young (Styx), City Slicker, pour lequel il a co-écrit et produit ; John Abercrombie's Night ;[1] le premier album solo de Mick Jagger, She's the Boss ; et Flash de Jeff Beck qui comprenait la chanson "Escape" de Hammer, lauréate du Grammy Award 1985 pour la "Meilleure performance instrumentale rock".

### Miami Vice et divers succès
Les musiques originales de Hammer pour trois films majeurs complètent une longue liste de génériques de documentaires, de téléfilms aux États-Unis, de publicités et d'identifications de stations. Mais son plus grand défi est survenu à l'automne 1984, lorsque les producteurs de Miami Vice l'ont engagé pour commencer le programme hebdomadaire rigoureux de composition de la série.
Le succès populaire de sa musique dans la série était évident après une seule saison lorsque, le 2 novembre 1985, la bande originale de Miami Vice a atteint la première place des charts Billboard Top Pop. L'album a atteint le statut de quadruple platine avec des ventes aux États-Unis de plus de quatre millions d'exemplaires.
Aux Grammy Awards en février 1986, "Miami Vice Theme" a valu à Hammer deux prix ; un pour la « Meilleure performance instrumentale pop » et un pour la « Meilleure composition instrumentale ».[2] Il a également remporté des nominations aux Emmy Awards en 1985 et 1986, pour « réalisation exceptionnelle en composition musicale ». Fin 1986, Hammer a remporté le sondage du Keyboard Magazine comme « Meilleur synthétiseur de studio » pour la deuxième année consécutive. Il avait déjà remporté le prix du « Meilleur synthétiseur principal » pendant sept ans, date à laquelle il a été intronisé au Temple de la renommée des claviers.
En 1988, Hammer s'est retiré des corvées musicales à plein temps pour Miami Vice. La chanson thème qu'il a composée est restée utilisée jusqu'à ce que la série termine ses cinq saisons en 1989.
Le premier projet né du nouveau Red Gate était la bande originale de Hammer pour Clinton et Nadine pour HBO Films.
Les deux missions suivantes de Hammer ont grandement contribué à son prochain album. Tout d'abord, à la fin de l'été, il fut chargé de composer et d'interpréter un thème intitulé "The Runner" pour une grande série de publicités télévisées en Angleterre mettant en vedette Bob Geldof. Deuxièmement, Hammer a composé et interprété le thème musical de la nouvelle série télévisée paneuropéenne bihebdomadaire la mieux notée, Eurocops, qui a été créée dans sept pays en novembre.
Il a également participé à une scène avec Eddie Van Halen, Tony Levin, Bill Bruford au Les Paul Tribute Show le 18 août 1988 (dont le morceau Hot for Teacher).
Snapshots était le premier album complet du nouveau studio Red Gate en 1989, avec Hammer composant, interprétant et produisant chaque morceau. La vidéo promotionnelle de "Too Much to Lose", le premier single européen de l'album, mettait en vedette Jeff Beck, David Gilmour de Pink Floyd et Ringo Starr.

### Les années 1990
Au début des années 1990, Hammer part en tournée avec le batteur Tony Williams. Ils se sont notamment produits sous le nom de Jan Hammer / Tony Williams Group le 4 juillet 1991 au Spectrum de Montréal (Festival international de jazz de Montréal). Le spectacle a été documenté sur DVD et CD audio.
Les années 1990 ont vu un regain d'intérêt pour la musique, à commencer par I Come in Peace (alias Dark Angel, composé en 1989 mais sorti en 1990), Curiosity Kills et les vingt épisodes de la série télévisée britannique Chancer, plusieurs épisodes de Tales from the de HBO. Crypte; un spot télévisé pour Amnesty International, mettant en vedette le président tchèque Václav Havel, deux pilotes pour NBC, Knight Rider 2000 et News at 12, The Taking of Beverly Hills (Columbia Pictures) et Sunset Heat de New Line Cinema.
"Crockett's Theme" a été réédité avec le thème musical de Hammer pour Chancer au Royaume-Uni en 1991, après que le premier ait figuré dans une série de publicités pour NatWest.
Le prochain projet de Hammer était en tant que compositeur et interprète de la musique originale de l'album vidéo de Miramar Productions, Beyond the Mind's Eye.
À la fin de 1993 (et jusqu'en 2000), Hammer a été chargé de composer toute la musique originale de TV Nova, la première chaîne de télévision commerciale d'Europe de l'Est, basée dans sa République tchèque natale, qui a été lancée le 4 février 1994. Il a tout composé. — comprenant les thèmes de 23 émissions originales produites par le réseau, 50 identifiants de stations distincts, la musique de toutes les émissions spéciales du réseau, ainsi que la musique de tous les programmes d'information, de sport et de météo.
1994 a vu Hammer enregistrer Drive, son premier album à part entière de nouveau matériel original non-bande sonore sous son nom depuis plusieurs années. Il a retrouvé son partenaire de longue date Jeff Beck sur "Underground", rappelant leurs collaborations du passé.
En 1995, Hammer revient à son travail de composition et de bande originale. Il a commencé avec le drame universel d'une heure Vanishing Son, puis a composé le thème et la musique de 13 épisodes de la série. Il a composé et interprété la musique originale de deux longs métrages, tous deux sortis en 1996 : A Modern Affair et In the Kingdom of the Blind the Man with One Eye Is King. Hammer a terminé l'année avec Beastmaster III: The Eye of Braxus.
En 1996, les missions de notation de Hammer comprenaient le film NBC de la semaine, The Babysitter's Seduction, The Secret Agent Club et The Corporate Ladder.
En 1997, Hammer a également composé la bande originale rock du nouveau jeu sur CD-ROM, Outlaw Racers (MegaMedia). Son prochain projet était le thème et la musique originale du pilote et de la série Prince Street.
Hammer a débuté l'année 1999 en écrivant, interprétant et produisant un morceau, "Even Odds" pour le dernier album de Jeff Beck, Who Else! (Épique). De plus, 1999 a vu la sortie de The Lost Trident Sessions, le troisième (et dernier) album studio de son ancien groupe, le Mahavishnu Orchestra. L'album a été enregistré en 1973 juste avant la séparation du groupe.

### 2000 à aujourd'hui
Hammer a produit la musique originale de Cocaine Cowboys, un documentaire de 2006 illustrant la tristement célèbre scène du trafic de drogue à Miami dans les années 1980. La bande originale du film de Hammer est sortie en 2007.
Également à l'automne 2004, Hammer a sorti l'album The Best of Miami Vice sur le label Reality aux États-Unis. The Best of Miami Vice contient des versions nouvellement enregistrées de "Miami Vice Theme" et "Crockett's Theme", ainsi qu'un morceau bonus jamais enregistré. avant de sortir sur CD.
En février 2005, Universal Studios Home Entertainment a sorti la première saison de Miami Vice sur trois DVD recto-verso. L'un des disques du package contenait du matériel bonus, notamment une longue interview et des images d'archives de Hammer créant la musique pour le spectacle en 1985.
Pour coïncider avec la sortie du DVD, Reality Records a publié une version nouvellement enregistrée de "Crockett's Theme" sur la radio AC (Adult Contemporary) en Amérique.
En 2006, Hammer a été invité à collaborer avec le chanteur/rappeur TQ pour une toute nouvelle version de sa chanson "Crockett's Theme". Le résultat de leur travail fut le projet Jan Hammer mettant en vedette TQ (Terrance Quaites) : le thème de Crockett. Un CD single de cette nouvelle version a grimpé dans les charts européens, atteignant la première place sur la liste de téléchargement iTunes Europe.
Dans une interview en 2012, Hammer a indiqué qu'il travaillait sur une compilation d'œuvres inédites.[4]
Dans une interview accordée au Rolling Stone en 2014, il affirmait qu'il se sentait toujours à mi-chemin entre la musique expérimentale et le rock progressif. Il a également affirmé avoir enregistré la chanson thème de Miami Vice avant la création de la série, et que c'était la pièce qu'il avait présentée à Michael Mann en annonçant son intérêt à participer à la série. Il a déclaré qu'il avait utilisé un Fairlight CMI pour composer la musique de la série tout en y échantillonnant des batteries et des percussions avec un vrai son acoustique. Il a ajouté qu'il aurait été intéressé par la composition de la version cinématographique 2006 de Miami Vice, mais qu'il n'a jamais été approché par Michael Mann à ce sujet.
Il a enregistré une version du thème Squidbillies en 2014.[6]
Le 20 juillet 2018, il sort son premier album de nouveau matériel depuis plus de 10 ans : Seasons - Part 1.

### Vie privée
Hammer est devenu citoyen américain en 1978.[7] Il a un fils, Paul, qui dirige le groupe Savoir Adore.[8]

## Discographie
Solo :
- 1968 : Maliny Maliny Jan Hammer Trio (MPS)
- 1974 : Like Children Jerry Goodman & Jan Hammer (Nemperor/Sony)
- 1975 : The First Seven Days (Nemperor/Sony)
- 1976 : Oh Yeah? Jan Hammer Group (Nemperor/Sony)
- 1977 : Melodies Jan Hammer Group (Nemperor/Sony)
- 1978 : Black Sheep  (Elektra/Asylum)
- 1979 : Hammer (Elektra/Asylum)
- 1981 : Untold Passion Neal Schon & Jan Hammer (Columbia)
- 1983 : Here To Stay  Neal Schon & Jan Hammer (Columbia)
- 1985 : Miami Vice (MCA)
- 1987 : Escape From Television (MCA)
- 1989 : Snapshots (MCA)
- 1992 : Beyond The Mind's Eye (Miramar/MCA)
- 1994 : Drive (Miramar)
- 2000 : Snapshots 1.2 (One Way)
- 2006 : Crockett's Theme Jan Hammer Project (Featuring TQ) (Lucky Song/Sony/BMG)
- 2008 : Live In New York Jan Hammer Group (Red Gate Records)
- 2018 : Season Pt. 1

### Mahavishnu Orchestra(Columbia)
- The Inner Mounting Flame (1971)
- Birds of Fire (1973)
- Between Nothingness and Eternity (1973)
- The Best of The Mahavishnu Orchestra (1980)
- The Lost Trident Sessions (recorded 1973, released 1999)
- Unreleased Tracks from Between Nothingness & Eternity (recorded 1973, released 2011 in box set)

### Jeff Beck(Epic)
- Wired (1976)
- Jeff Beck With the Jan Hammer Group Live (1977)
- There & Back (1980)
- Flash (1985)
- Beckology (1991)
- The Best of Beck (1995)
- Who Else! (1999)

### Al Di Meola(Columbia)
- Elegant Gypsy (1977)
- Splendido Hotel (1980)
- Electric Rendezvous (1982)
- Tour De Force – Live (1982)
- Scenario (1984)
- The Electric Anthology (1995)
- This Is Jazz Volume 31 (1997)
- Anthology (2000)

### Frank Foster
- The Loud Minority (Mainstream, 1972)

### Carlos SantanaetJohn McLaughlin
- Love Devotion Surrender (1973) –  Orgue Hammond, batterie, percussions

### Billy Cobham(Atlantic)
- Spectrum (1973) Claviers

### Stanley Clarke(Nemperor)
- Stanley Clarke (1974) Claviers

### Harvey Mason(Arista)
- Earth Mover (1975) Claviers (Mini Moog)

### Lenny White(Nemperor)
- Big City (1977) Claviers

### John Abercrombie(ECM)
- Timeless (recorded 1974, released 1975) – orgue, synthé, piano
- Night (1984) – Claviers

### The Freelance Hellraiser(Sony/BMG)
- Waiting for Clearance (2006) – Claviers

### Tommy Bolin(Atlantic)
- Teaser (1975) – Claviers, batterie
- From the Archives Vol. 1 (1996) – Claviers

### Elvin Jones
- Merry-Go-Round (Blue Note, 1971) – piano
- Mr. Jones (Blue Note, 1972) – piano
- The Prime Element (Blue Note, 1973) – Claviers
- Elvin Jones is "On the Mountain" (PM, 1975) – Claviers

### Jeremy Steig
- Energy (Capitol, 1971)
- Fusion (Groove Merchant, 1972)

With Glen Moore (Elektra):
- Introducing Glen Moore (1978) – drums (with Glen Moore - double bass & piano, David Darling - cello, Zbigniew Seifert - violin)

### Steve Grossman(PM Records)
- Some Shapes to Come (1974) – Piano électrique et Minimoog
- Terra Firma (1977) - Piano électrique et Minimoog

### Joni Mitchell(Asylum)
- Mingus (1979) – Mini Moog

### Tony Williams(Columbia)
- The Joy of Flying (1979) – Claviers

### Mick Jagger(Columbia)
- She's the Boss (1985) – Claviers

### James Young(Passport)
- City Slicker (1985) – Claviers, batterie

### Clarence Clemons(Columbia)
- An Evening With Mr. C (1989) – Claviers, batterie

### Steve Lukather(Columbia)
- Lukather (1989) – Claviers

### Charlie Mariano(MPS)
- Helen 12 Trees (1976) – Claviers

(Avec Charlie Mariano - saxes, Zbigniew Seifert - violon, John Marshall - batterie, Jack Bruce - basse)

### Yoshiaki Masuo(Electric Bird/King)
- Finger Dancing / Yoshiaki Masuo avec Jan Hammer (Enregistré en 1980) – Oberheim, Mini Moog, YAMAHA CP70

## Filmographie

### comme compositeur
Au cinéma
- 1968 : The Incredibly Sad Princess (en)
- 1983 : A Night in Heaven''
- 1984 : Gimme an 'F' (en)
- 1985 : Une amie qui vous veut du bien
- 1990 : Dans le feu des ardeurs royales (V záru královské lásky)
- 1990 : Dark Angel
- 1991 : Sunset Heat (en)
- 1991 : La Prise de Beverly Hills (The Taking of Beverly Hills)
- 1992 : Beyond the Mind's Eye (vidéo)
- 1995 : In the Kingdom of the Blind, the Man with One Eye Is King
- 1995 : A Modern Affair (en)
- 1996 : Espions en herbe (The Secret Agent Club)
- 1997 : Jmeno kodu: Rubin
- 1997 : The Corporate Ladder
- 2006 : Cocaine Cowboys (en)

À la télévision
- 1984-1989 : Deux flics à Miami (Miami Vice)
- 1985 : Justice (Two Fathers' Justice)
- 1986 : Charley Hannah (téléfilm)
- 1988 : Clinton and Nadine  (téléfilm)
- 1988 : Euroflics (Eurocops)
- 1990 : Capital News
- 1990 : Curiosity Kills (téléfilm)
- 1991 :  K 2000 : La Nouvelle Arme (Knight Rider 2000) (téléfilm)
- 1991 : K-9000 (en) (téléfilm)
- 1996 : Prenez garde à la baby-sitter ! (The Babysitter's Seduction) (téléfilm)
- 1996 : Beastmaster III: The Eye of Braxus (téléfilm)
- 2003 : Red Cap

### Acteur
- 1986 : Deux flics à Miami (Miami Vice) : Musicien au mariage

## Littérature
- Brigitte Tast, Hans-Jürgen Tast „be bop - Die Wilhelmshöhe rockt. Disco und Konzerte in der Hölle" Verlag Gebrüder Gerstenberg GmbH & Co. KG, Hildesheim,  (ISBN 978-3-8067-8589-0).